# 石貝洋
石貝 洋（いしがい ひろし）は、日本の録音技師である。日本映画学校（現・日本映画大学）卒業。

## 主な作品

### 映画
- バナナシュート裁判（1989年）
- バタアシ金魚（録音助手・1990年）
- 愛と悲しみのアカ族 タイ人もお手上げ（1994年）
- 打鐘 男たちの激情（録音助手・1994年）
- Love Letter（録音助手・1995年）
- ジューンブライド 6月19日の花嫁（録音助手・1998年）
- 不夜城（録音助手・1998年）
- 御法度（録音助手・1999年）
- ケイゾク（録音助手・2000年）
- GO（録音助手・2001年）
- とらばいゆ（録音助手・2002年）
- 船を降りたら彼女の島（録音助手・2003年）
- 死に花（録音助手・2004年）
- スウィングガールズ（録音助手・2004年）
- 天使（2005年）
- クローズZERO（2007年）
- 世界で一番美しい夜（2008年）
- 花婿は18歳（2008年）
- 大決戦!超ウルトラ8兄弟（2008年）
- ヘブンズ・ドア（2009年）
- 蟹工船（2009年）
- ゴールデンスランバー（2009年）
- THE CODE/暗号（2009年）
- ゴースト もういちど抱きしめたい（2010年）
- 映画 怪物くん（2011年）
- ポテチ（2012年）
- グッモーエビアン!（2012年）
- 半径３キロの世界（2013年）
- バイロケーション（2014年）
- WOOD JOB! 〜神去なあなあ日常〜（2014年）
- 忘れないと誓ったぼくがいた（2015年）
- 鏡の中の笑顔たち（2015年）
- ヒーローマニア-生活-（2016年）
- ヒメアノ〜ル（2016年）
- 夜明けを信じて。（2020年10月）
- キャラクター（2021年6月）